# 牙買加巨草蜥
牙買加巨草蜥（Celestus occiduus）是牙買加一種极危或可能滅絕的蜥蜴。